# Veľká dolina (Velká Fatra)
Veľká dolina je údolí, které se rozkládá na severních svazích středoslovenského pohoří Velká Fatra, jež se svažují směrem k Turčanské kotlině.
Zařezává se do turčanské větve hlavního hřebene Velké Fatry. Horské úbočí odtud stoupá k hřebeni v úseku od Magury (1059 m) a Vyšného Rudna (1050 m) až k severnímu vrcholu Kľaku (asi 1270 m). Její orograficky levé svahy tvoří hřeben vycházející ze severního vrcholu Kľaku s vrcholy Brdce (1132 m) a Viecha (1045 m). Pravé svahy tvoří západní hřeben Magury, který se níže stáčí na jihozápad, dále Ostré (787 m) a jeho severozápadní hřeben, který v katastru obce Nolčovo sestupuje do Turčanské kotliny.
Údolí Veľká dolina má v horní části dvě malá orograficky levá ramena a jedno pravé – údolí potoka Kutinská, jež se větví těsně za vrcholem Ostrého. Údolím protéká potok Ráztoky a jeho přítok potok Kutinská.

## Turistické informace
Z Nolčova vede údolím zeleně značená turistická trasa na hřeben „turčanské“ větve Velké Fatry, do sedla Príslop (935 m), kde se napojuje na Velkofatranskou magistrálu –  červená turistická značka č. 0870.
 Nolčovo – Nad Nolčovom – Veľka dolina – sedlo Príslop; vzdálenost 7,2 km
Veľkou dolinou prochází také asfaltová cesta a zeleně značená cyklotrasa.